# Lošinj
Lošinj horvát sziget az Adria északi részén, a Kvarner-öböl szélén. Területe 75 km², partvonala 112 km, lakossága kb. 9000 fő. Az északi részén 5 km széles, Mali Lošinjnál viszont csak 250 m széles. Legmagasabb pontja a Televrin, 588 méter. A sziget klímája enyhe mediterrán, a növényzetére a szubtrópusi örökzöld a jellemző. Sokszínű növényvilágából 230 gyógynövény és 80 egzotikus, melyek nagy részét betelepítették. Vizeiben 95 halfajta él. Egy delfinrezervátum is működik a szigeten.
Nyári átlaghőmérséklete 24 fok. Klímája miatt gyógyhelynek számít, allergiások számára ideális.
Legfontosabb megélhetési forrása a turizmus, ezen kívül halászattal és olajbogyó-termesztéssel is foglalkoznak. 
Legnépesebb települése Mali Lošinj.
Cres sziget és Lošinj-sziget eredetileg egy sziget volt, de egy csatornával szétválasztották.
Lošinj legfontosabb városa a 6. században alapított Mali Lošinj. A sziget leghíresebb – mintegy 30 km hosszú – strandja a Cikat-öbölben, Mali Lošinjtól délre található.
Lošinjt legkönnyebben a Cres szigeti Osori forgóhídon keresztül lehet megközelíteni. A sziget közkedvelt a horvát és olasz turisták körében.

## Külső hivatkozások
- Lošinj sziget

1. ↑  Popis stanovništva, kućanstava i stanova 2021. – stanovništvo prema starosti i spolu po naseljima. 2021 Croatian census: population data by age, sex, settlement . Horvát Statisztikai Hivatal, 2022. szeptember 22.